# Okapnik
Okapnik - odgięta krawędź blachy okapowej lub okiennej wystająca poza lico ściany, zapobiegająca ściekaniu wody po ścianie. Okapnik ma kształt najczęściej litery L i zakończony jest łzawnikiem.